# Mory-Montcrux
Mory-Montcrux – miejscowość i gmina we Francji, w regionie Hauts-de-France, w departamencie Oise.
Według danych na rok 1990 gminę zamieszkiwało 71 osób, a gęstość zaludnienia wynosiła 15 osób/km² (wśród 2293 gmin Pikardii Mory-Montcrux plasuje się na 926. miejscu pod względem liczby ludności, natomiast pod względem powierzchni na miejscu 901.).